# Ústřední dílny Dopravního podniku (Praha)

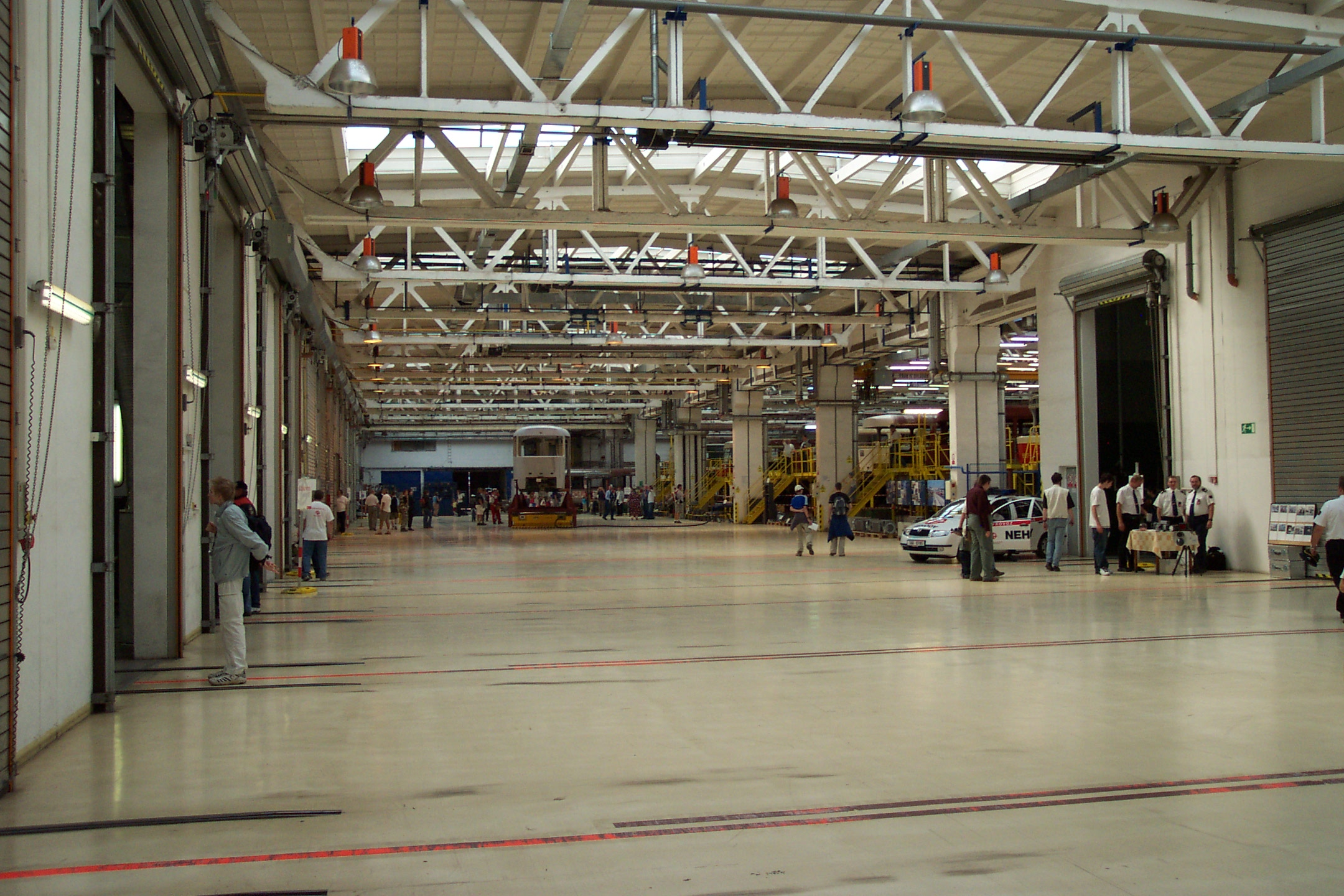
Hala tramvajových dílen

Ústřední dílny Dopravního podniku jsou hlavními dílnami, kterými disponuje Dopravní podnik hlavního města Prahy. Nacházejí se v městském obvodu Praha 10 a zasahují do čtyř katastrálních území: Malešice (městská část Praha 10, sem spadá budova hlavního vchodu a část budovy Správy vozidel Autobusy), Hostivař (městská část Praha 15, sem spadá většina dílenských budov), Strašnice (městská část Praha 10, do Strašnic patří hasičská stanice Dopravního podniku a celý areál depa metra Hostivař) a Štěrboholy (městská část Praha-Štěrboholy, leží zde jen nepatrná část tramvajových dílen).
Administrativně tvořily ústřední dílny Dopravního podniku nějakou dobu jeden celek (odštěpný závod Technické služby, v době, kdy se uvažovalo o obnovení trolejbusové dopravy, se krátce jmenoval Trolejbusy a opravny). Po zrušení tohoto odštěpného závodu je tramvajová a autobusová část dílen samostatná, autobusová část ústředních dílen je administrativně sloučená s autobusovou garáží. Tramvaje a autobusy mají od roku 2005 společného jen správce budov, odbor správy nemovitostí.
Dílny leží na okraji souvislé zástavby města, jsou napojené na tramvajovou síť (je zde ukončená tramvajová trať). Mohou zde být opravovány jak tramvaje (na začátku 21. století se zde modernizují tramvaje typu T3 na T3R.P), tak i autobusy a nedaleko leží také Opravárenská základna metra. Tramvajové dílny tvoří jednu velkou halu, vybudovanou a zprovozněnou v roce 1968. Nahradily tehdy již nevyhovující dílny Rustonka. Autobusy mají vlastní dílnu ve svém komplexu budov.
Přímo před areálem se nachází tramvajová smyčka Ústřední dílny DP. Dílny jsou dostupné linkou 16, v noci pak linkou 95.